# القطاع الحراجي في الأرجنتين

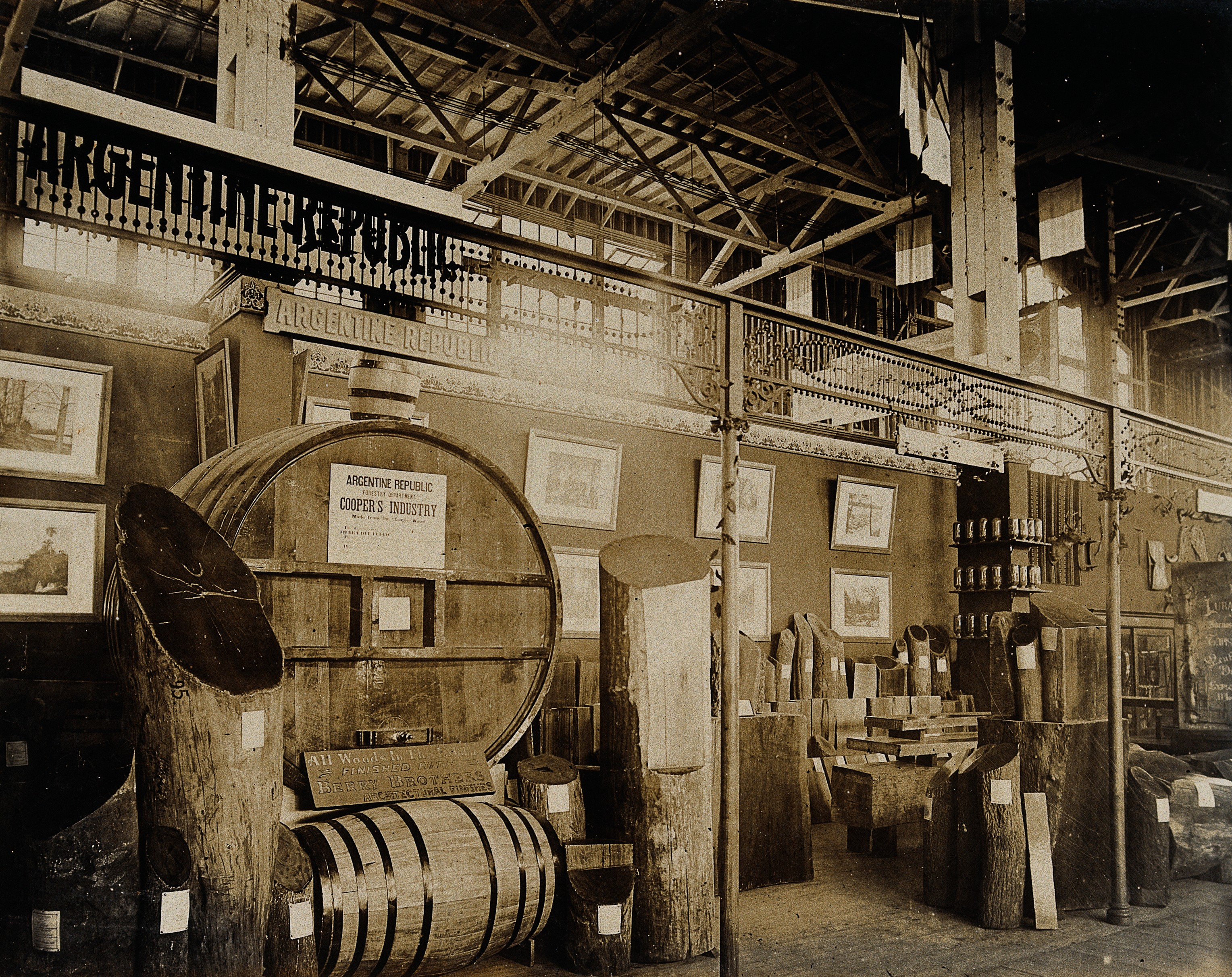
أخشاب أرجنتينية في المعرض الدولي في سانت لويس عام 1904.

يمتلك القطاع الحراجي في الأرجنتين إمكانات كبيرة نظرًا إلى جغرافية البلاد التي تمتد على مسافة 4,000 كيلومتر من الشمال إلى الجنوب. يَسمح تنوع المناخات ونوعية الأرض والهطول المطري الوفير بزراعة أنواع مختلفة من الأشجار التي تمتلك معدلات نمو مرتفعة. تختلف المناخات ولكن معظم المناطق ذات مناخ معتدل. تتمتع البلاد أيضًا بفترات حصاد قصيرة لمعظم الأنواع الهامة. سمح ذلك للحراجة بأن تصبح نشاطًا اقتصاديًا منافسًا ذو معدلات نمو مرتفعة.

## حالة الغابات
زُرِعت مساحة تُقدر بـ 1.115 مليون هكتار اعتبارًا من عام 2005، وكانت تُقدر مساحة احتياطي الغابات القديمة بـ 33.2 مليون هكتار، من بينها مساحة 20 مليون هكتار من الأراضي ذات النوعية العالية من أجل عمليات التنمية المستقبلية في الأرجنتين. مع ذلك، ليس من السهل إدخال هذه المساحة الكبيرة ضمن الإنتاج نظرًا إلى وضع حيازة الأراضي فيها (ازدياد عدد مالكي الأراضي التي تبلغ مساحتها بين 5 و10 هكتارات)، والتشريعات التي تحمي الغابات القديمة، والافتقار إلى البنية التحتية. ستكون التكاليف باهظة في حال رغب المستثمرون في زيادة مساحة أراضيهم من أجل زراعة الغابات.
يُقدَّر معدل التشجير الحالي بـ 50,000 هكتار في السنة. يُقدَّر أيضًا استهلاك المنتجات الخشبية من الغابات المزروعة بـ 5.3 مليون متر مكعب، وسيبلغ إنتاج الخشب من الزراعات المستدامة في عام 2015 أكثر من 20 مليون متر مكعب. مع ذلك فإن الأرجنتين ليست مستهلكًا رئيسيًا للمنتجات الخشبية، فلا يُستخدم الخشب في تشييد المباني على سبيل المثال. يُستهلَك 60-70% من إنتاج الخشب محليًا (الألواح الخشبية والخشب المعاكس ولب الورق، إلى ما هنالك) ويُصدَّر الباقي.
ازدادت مساحة الغابات المزروعة بشكل كبير منذ عام 1997 بسبب الاستثمارات الجديدة (القادمة من تشيلي بشكل خاص). كان تطبيق القانون 25008 في عام 1999 عاملًا مهمًا في نمو هذا القطاع. عزز هذا القانون وضع القطاع الحراجي لمدة 10 سنوات. تجاوزت قيمة الاستثمارات الأجنبية والمحلية 1.5 مليون دولار. يعتمد العمل الحراجي على كل من الغابات المزروعة (85%) والغابات القديمة (15%). الأنواع الرئيسية المزروعة في الأرجنتين هي الصنوبريات والأوكاليبتوس. تُزرع بالإضافة إلى ذلك أنواع مثل الصفصاف والحور على نطاق أقل اتساعًا. لا يوجد حاليًا أية أنواع أخرى مخصصة للزراعة أُدخِلَت إلى الأرجنتين.

## الإنتاج والتجارة
بدأ تصدير المنتجات الحراجية في الأرجنتين بشكل جدي في تسعينيات القرن الماضي. مع ذلك، عانت البلاد بصفتها من الدول المنتجة للسلع الأساسية ذات القيمة المضافة المنخفضة من عجز تجاري إجمالي يتراوح بين 500 مليون ومليار دولار أمريكي بين عامي 1992 و2003. انتعشت منتجات الغابة في الأرجنتين مع الانخفاض الحاد في قيمة البيزو في عام 2002. أصبحت البضائع الأرجنتينية أكثر جاذبية وبدأت قيمة الصادرات بالازدياد، وبشكل خاص بالنسبة للمنتجات ذات القيمة المضافة المرتفعة. ازدادت قيمة الصادرات بين عامي 2002 و2004 من 300 مليون إلى 700 مليون دولار أمريكي.

### الخشب والأثاث
استمر النجاح في القطاع الحراجي خلال عام 2005، وازداد الفائض التجاري من منتجات الخشب والأثاث بشكل كبير مقارنة مع عامي 2000 و2001. كان عام 2005 هو العام الرابع على التوالي الذي يشهد فيه هذا القطاع فائضًا تجاريًا. تشير التقديرات إلى أن مساحة هكتار واحد من الغابات المزروعة تُنتج 400 طن من الخشب. علاوة على ذلك، يتراوح متوسط قيمة المتر المكعب من الألواح الخشبية المُنتجة في الغابات المزروعة بين 70 و80 دولار أمريكي. تصل قيمة الألواح في بعض الأحيان إلى 200-250 دولار أمريكي، وتوجد مجموعة صغيرة من الألواح التي تصل أسعارها إلى 400 دولار أمريكي للمتر المكعب الواحد. المنطقة التي تقع بين محافظات ميسيونيس (Misiones) وكوريينتيس (Corrientes) وإينتري ريوس (Entre Ríos) هي المنتج الرئيسي لمنتجات الخشب وتنتج 65% من إجمالي الإنتاج في الأرجنتين.
فيما يتعلق بالوجهات الرئيسية لصادرات الأرجنتين من منتجات الخشب والأثاث، ما تزال الولايات المتحدة والبرازيل وإسبانيا وتشيلي من أهم الأسواق. في عام 2005، برزت كل من جنوب أفريقيا وجمهورية الدومينيكان بصفتهما سوقًا لهذا القطاع. زادت الصين في عام 2005 الطلب على المنتجات الحراجية الأرجنتينية، ولكنها كانت بشكل رئيسي سلعًا ذات قيمة مضافة منخفضة. من السلع التصديرية الأكثر أهمية في الأرجنتين هي الألواح الخشبية الليفية والحبيبية، والخشب المعاكس، والصناديق الخشبية، والمقابض الخشبية المخصصة للأدوات.
شهدت واردات الخشب والأثاث في عام 2005 زيادة قدرها 52% مقارنة مع السنة السابقة. شملت تلك الواردات بشكل رئيسي العصي والبراميل المخصصة لصناعة النبيذ والصناديق ومنتجات التوضيب الأخرى. تبلغ قيمة تلك الزيادة في الواردات على وجه التحديد 25 مليون دولار بالمقارنة مع عام 2004، ويمثل ذلك 25% من إجمالي قيمة السلع المستوردة. ازدادت أيضًا الواردات من منتجات أخرى مثل الفلين والورق والكرتون.

### لب الورق
الأرجنتين هي ثالث أكبر منتج للب الورق في أمريكا اللاتينية. في عام 2005، أنتجت الأرجنتين 1.5 مليون طن. تقع المصانع الرئيسية في محافظة ميسيونيس وتستخدم خشب الصنوبريات مادةً أولية لتصنيع لب الورق. المصانع الأكثر أهمية في تلك المنطقة هي ألتو بارانا إس إيه (Alto Paraná S.A.) وبابيل ميسيونيرو إس إيه (Papel Misionero S.A.). يوجد العديد من المصانع الأخرى التي تستخدم أخشاب أشجار الأوكاليبتوس مادةً أولية لإنتاج كل من ألياف السيللوز والورق.

### النزاع بين الأرجنتين والأورغواي على مصانع الورق
هنالك مشكلات أخرى من شأنها أيضًا أن تجعل بعض النواحي المتعلقة بصناعة الورق غير مستقرة. يوجد نزاع حالي بين الأورغواي والأرجنتين على مصنعي ورق شُيِّدا على الضفة التابعة للأورغواي من نهر ريو دي لا بلاتا (Río de la Plata)، الذي يشكل الحدود بين البلدين. بدأ هذا النزاع بعد زعم النشطاء البيئيين الأرجنتينيين أن المصنعان سوف يلوثان النهر الذي يفصل البلدين، وأكدوا أن الأورغواي لم تقدم المعلومات اللازمة عن الأثر البيئي للمصانع. واحتج النشطاء البيئيون الأرجنتينيون على ذلك بإيقاف حركة المرور على جسري ليبرتادور جينيرال سان مارتين (Libertador General San Martín) وجينيرال أرتيغاس (General Artigas)، الجسران الدوليان الرئيسيان اللذان يصلان البلدين ببعضهما البعض. وحتى الآن، لم تتمكن حكومتا البلدين من حل المشكلة. قد يؤدي هذا الطريق المسدود إلى إبطاء تطوير التقنيات الجديدة وإدخالها إلى القطاع الحراجي. تلك التقنيات ضرورية لزيادة مساحة الأراضي المزروعة والإنتاج. تمتلك الأرجنتين القدرة على أن تصبح من كتل الإنتاج الرئيسية في العالم، ولكنها بحاجة إلى المزيد من الاستثمارات.

## قضايا أخرى
يوجد حاليًا عوامل إيجابية وسلبية تؤثر على القطاع الحراجي في الأرجنتين والتي يجب على المستثمرين دراستها. ما تزال أسعار الأراضي في الأرجنتين منخفضةً بالمقارنة مع البلدان الحراجية الأخرى (مثل تشيلي والبرازيل). تتراوح قيمة الأرض بين 250 و450 دولار أمريكي للهكتار الواحد. وكذلك تُقدَّر تكاليف الزراعة في ميسيونيس وكوريينتيس بـ 800 إلى 1000 دولار و400 إلى 500 دولار للهكتار الواحد على التوالي. تُلائم التربة في الأرجنتين (وخاصة في محافظتي ميسيونيس وكوريينتس) زراعة الغابات بشكل خاص، وتمتلك أحد أعلى معدلات نمو للغابات في العالم.